# Ted Post
Ted Post (Brooklyn, Nova York, Estats Units, 31 de març de 1918 − Santa Monica, Califòrnia, Estats Units, 20 d'agost de 2013) va ser un director, guionista i actor estatunidenc.

## Filmografia[2]

### Director
- 1952: Armstrong Circle Theatre (sèrie TV)
- 1953: The Ford Television Theatre (sèrie TV)
- 1953: Schlitz Playhouse of Stars (sèrie TV)
- 1955: Waterfront (sèrie TV)
- 1955: Gunsmoke (sèrie TV)
- 1955: Medic (sèrie TV)
- 1956: Sneak Preview (sèrie TV)
- 1956: The Peacemaker
- 1957: Richard Diamond, Private Detective (sèrie TV)
- 1957: Perry Mason (sèrie TV)
- 1958: The Rifleman" (sèrie TV)
- 1959: The Legend of Tom Dooley
- 1959: Law of the Plainsman (sèrie TV)
- 1959: Rawhide (sèrie TV)
- 1960: Insight (sèrie TV)
- 1960: The Young Juggler (TV)
- 1960: Checkmate (sèrie TV)
- 1960: The Westerner (sèrie TV)
- 1960: The Best of the Post (sèrie TV)
- 1960: Thriller (sèrie TV)
- 1961: The Defenders) (sèrie TV)
- 1961: Alcoa Primere (sèrie TV)
- 1962: Empire (sèrie TV)
- 1962: Combat ! (sèrie TV)
- 1968: Pengem-los ben amunt (Hang 'Em High)
- 1970: Beneath the Planet of the Apes
- 1970: Night Slaves (TV)
- 1971: Dr. Cook's Garden (TV)
- 1971: Yuma (TV)
- 1971: Five Desperate Women (TV)
- 1971: Do Not Fold, Spindle, or Mutilate (TV)
- 1972: The Bravos (TV)
- 1972: Sandcastles (TV)
- 1973: The Baby
- 1973: The Harrad Experiment
- 1973: Harry el Fort
- 1975: Baretta (sèrie TV)
- 1975: Columbo: Temporada 5 de Columbo, Episodi 2: A Case of Immunity (Sèrie TV)
- 1975: Whiffs
- 1976: Columbo: Temporada 5 de Columbo, Episodi 4: A Matter of Honor) (Sèrie TV)
- 1976: Ark II (sèrie TV)
- 1977: Future Cop (sèrie TV)
- 1978: Go Tell the Spartans
- 1978: Els bons van de negre (Good Guys Wear Black)
- 1979: The Girls in the Office (TV)
- 1979: Diary of a Teenage Hitchhiker (TV)
- 1980: B.A.D. Cats (sèrie TV)
- 1980: Beyond Westworld (sèrie TV)
- 1980: Nightkill
- 1981: Cagney i Lacey (TV)
- 1986: Stagecoach (TV)
- 1992: The Human Shield
- 1999: 4 Faces
- 2000: Old Pals

### Guionista
- 1960: The Young Juggler (TV)

### Actor
- 1997: Burt Lancaster: Daring to Reach (TV)

## Premis i nominacions
Nominacions
- 1955: Primetime Emmy al millor director per Waterfront